# MVV in het seizoen 1964/65
Het seizoen 1964/1965 was het 11e jaar in het bestaan van de Maastrichtse betaaldvoetbalclub MVV. De club kwam uit in de Eredivisie en eindigde daarin op de achtste plaats. Tevens deed de club mee aan het toernooi om de KNVB Beker, hierin werd in de eerste ronde verloren van Wageningen (0–2).

## Wedstrijdstatistieken

### Eredivisie
|       | ADO   | Ajax  | DOS   | DWS   | Sportclub Enschede | Feijenoord | Fortuna '54 | Go Ahead | GVAV  | Heracles | NAC   | PSV   | Sittardia | Sparta | Telstar |
| ----- | ----- | ----- | ----- | ----- | ------------------ | ---------- | ----------- | -------- | ----- | -------- | ----- | ----- | --------- | ------ | ------- |
| Thuis | 1 – 0 | 2 – 2 | 2 – 2 | 2 – 0 | 2 – 0              | 1 – 2      | 1 – 0       | 1 – 0    | 3 – 0 | 1 – 0    | 3 – 1 | 0 – 3 | 2 – 3     | 2 – 0  | 0 – 2   |
| Uit   | 0 – 1 | 9 – 3 | 1 – 1 | 4 – 1 | 1 – 1              | 3 – 0      | 0 – 0       | 1 – 0    | 5 – 2 | 3 – 2    | 1 – 1 | 0 – 3 | 2 – 1     | 5 – 1  | 1 – 1   |

### KNVB Beker
| 1e ronde                                          | Wageningen                               | 2 – 0 (1 – 0) | MVV |
| 4 oktober 1964 Plaats: Wageningen Wageningse Berg | Frans van Ernst 20' Ton van de Weerd 67' |               |     |

## Statistieken MVV 1964/1965

### Eindstand MVV in de Nederlandse Eredivisie 1964 / 1965
| Stand | Gespeeld | Gewonnen | Gelijk | Verloren | Punten | Doelpunten voor | Doelpunten tegen |
| ----- | -------- | -------- | ------ | -------- | ------ | --------------- | ---------------- |
| 8e    | 30       | 11       | 7      | 12       | 29     | 41              | 51               |

### Topscorers
| #                 | Naam           | Goal |
| ----------------- | -------------- | ---- |
| 1.                | Willy Brokamp  | 10   |
| 2.                | Nico Mares     | 9    |
| 3.                | Henk Brinkhuis | 8    |
| 4.                | Chris Coenen   | 6    |
| 5.                | Toine Gorissen | 4    |
| 6.                | Giel Haenen    | 1    |
| 6.                | Willy Smeets   | 1    |
| 6.                | Michel Thal    | 1    |
| Onbekend doelpunt |                |      |
| –                 | Onbekend       | 1    |
| Totaal            | Totaal         | 41   |

| #      | Naam        | Goal |
| ------ | ----------- | ---- |
| –      | Geen speler | 0    |
| Totaal | Totaal      | 0    |

## Voetnoten
ADO ·
Ajax ·
DOS ·
DWS ·
Sportclub Enschede ·
Feijenoord ·
Fortuna '54 ·
Go Ahead ·
GVAV ·
Heracles ·
MVV ·
NAC ·
PSV ·
Sittardia ·
Sparta ·
Telstar